# Коростенко-над-Дунайцем
Коростенко-над-Дунайцем (пол. Krościenko nad Dunajcem) — село на західній Лемківщині в Польщі, у гміні Коростенко-над-Дунайцем Новоторзького повіту Малопольського воєводства. Населення — 3520 осіб (2011).

## Розташування
Знаходиться на захід від офіційної найзахіднішої точки суцільної української етнічної території, хоча ще у XIX ст. отцю Юліяну Никоровичу показували місце, де перед тим століттями стояла церква, яка належала до парафії у Шляхтові.
У селі річка Кросьниця впадає у Дунаєць.

## Історія
8 червня 1348 р. король Казимир III продав солтиство у Коростенку якомусь Гадзудові, а місто отримало німецьке право зі звільненням на 20 років від податків.
1770 р. (за 2 роки до І поділу Польщі) Монархія Габсбургів приєднала Чорштинське, Новоторзьке і Сандецьке староства під приводом створення санітарного кордону від чуми. 1772 р. Коростенко увійшло до новоутвореного Королівства Галичини та Володимирії.
У 1855—1867 рр. існував Коростенський повіт (нім. bezirk), до якого входили 33 населені пункти. У місті було створене повітове управління, суд (проіснував до 1955 р.) і поштове управління.

## Демографія
Демографічна структура станом на 31 березня 2011 року:
|          | Загалом | Допрацездатний вік | Працездатний вік | Постпрацездатний вік |
| -------- | ------- | ------------------ | ---------------- | -------------------- |
| Чоловіки | 1684    | 334                | 1142             | 208                  |
| Жінки    | 1836    | 341                | 1080             | 415                  |
| Разом    | 3520    | 675                | 2222             | 623                  |

## Пам'ятки
- Три джерела мінеральної води.
- Пенінський замок.
- Костел усіх святих з XV ст.
- Новий парафіяльний костел.
- 3 каплиці.
- Помістя родини Дзєвольських — останніх власників Коростенка.
- 5 пам'яток природи.